# 모래성 (1989년 영화)
"모래성"은 1989년에 개봉한 대한민국의 로맨스 영화이다.

## 캐스팅
- 강신성일 : 김진현 역
- 정영숙
- 전세영
- 홍요섭
- 김을동
- 정은숙
- 박진홍
- 강민경
- 심우창
- 이기영
- 김현우
- 한남희
- 국정환
- 박부양
- 김기종
- 김진선
- 정명환